# Cmentarz żydowski w Pyzdrach
Cmentarz żydowski w Pyzdrach – został założony w XVIII wieku i uległ zniszczeniu podczas II wojny światowej. Zlokalizowany jest na lewym brzegu Warty, poza miastem, w lasku Białe Piaski na terenie wsi Walga.

## Historia i upamiętnienie
Cmentarz zdewastowany został przez nazistów niemieckich – część macew została przez nich wykorzystana do budowy magazynu paliw (tzw. bunkra) w elektrowni pyzdrskiej, brukowania ulic oraz umacniania pobliskich wałów warciańskich. 
W 1993 roku na terenie pocmentarnym utworzono lapidarium w formie obelisku z macew odnalezionych w pobliskiej rzece i odkupionych od prywatnego kolekcjonera. Wcześniej na cmentarzu brak było macew. W Muzeum Ziemi Pyzdrskiej znajduje się kilka dalszych macew, stanowiących część ekspozycji. Na terenie cmentarza, oprócz obelisku, nie zachowały się żadne pozostałości nagrobków.

## Galeria

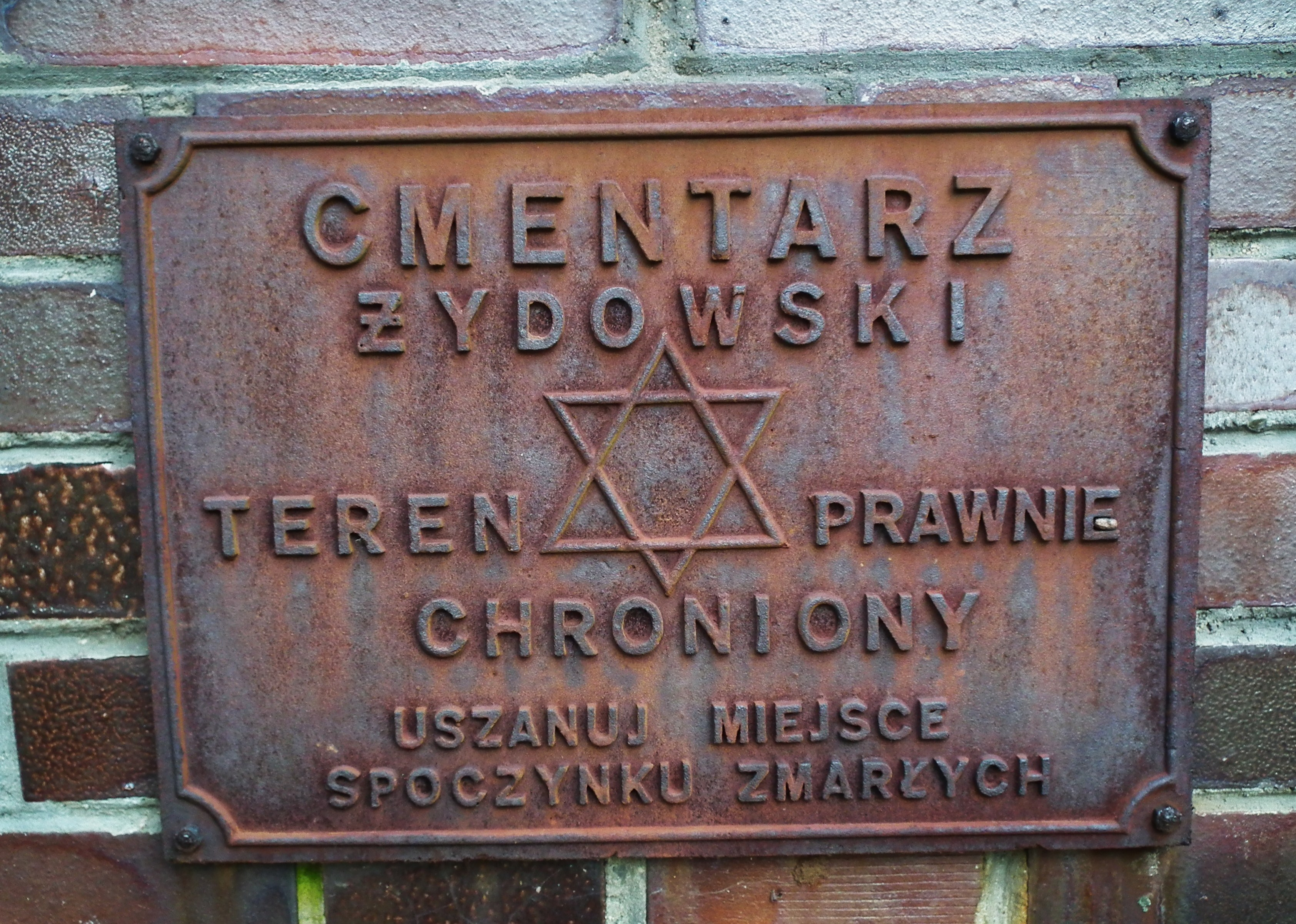
Tablica pamiątkowa
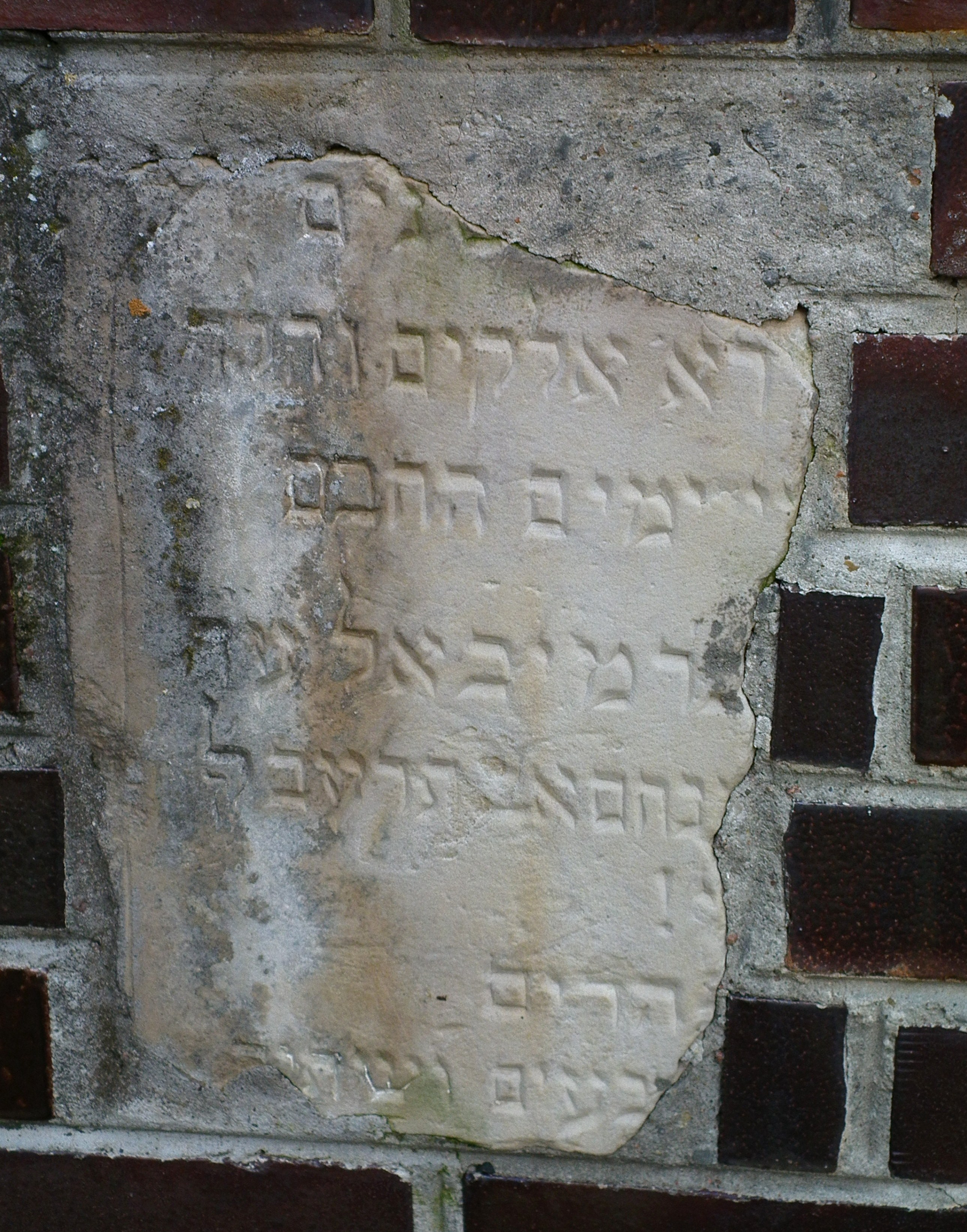
Fragment macewy
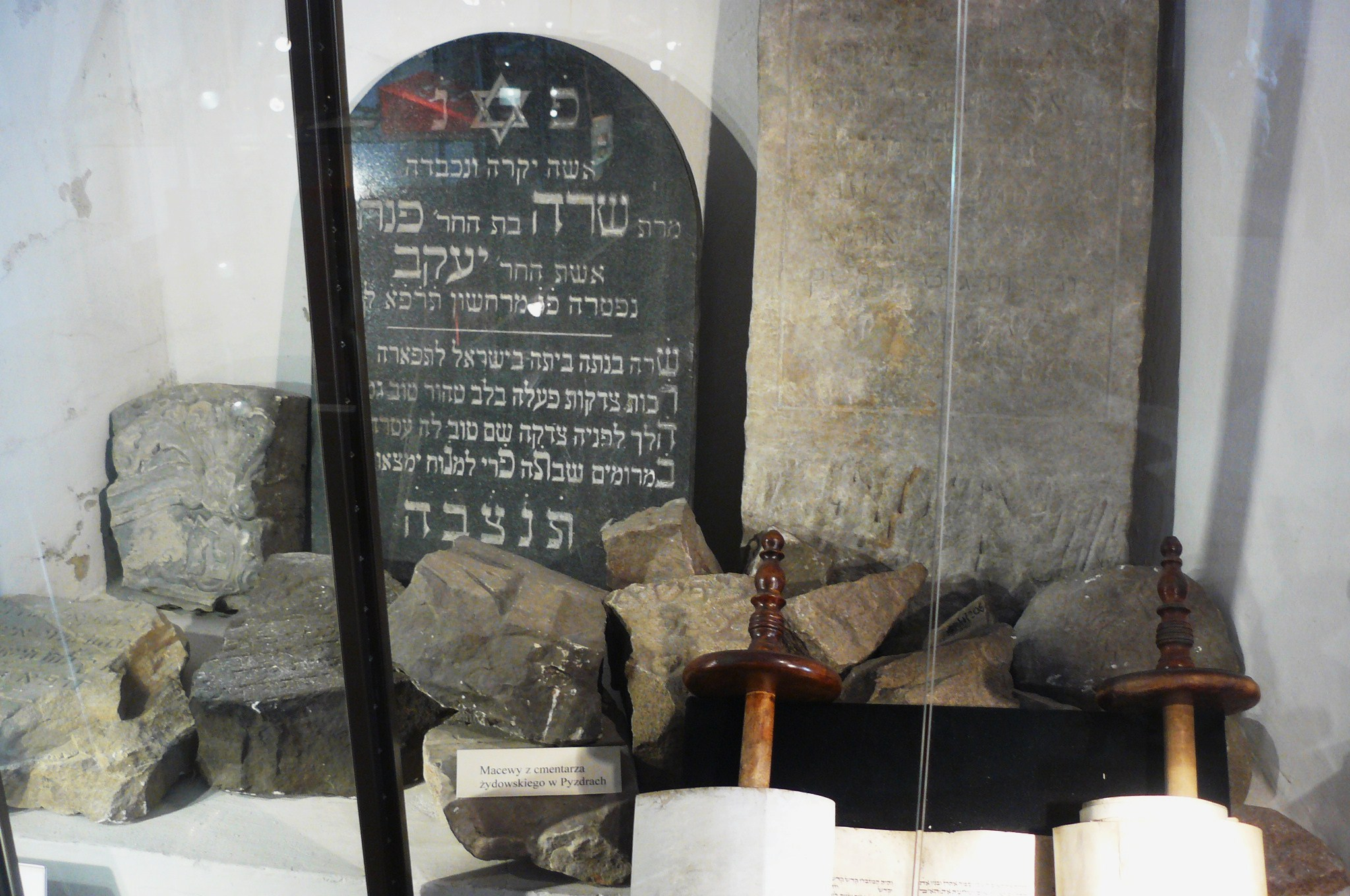
Muzeum Ziemi Pyzdrskiej (zachowane macewy)